# Rita Sangalli
Rita Sangalli est une danseuse italienne née à Antegnate le 20 août 1849 et morte à Erba le 3 novembre 1909. Sa chapelle funéraire au cimetière de Passy porte la mention d'Arcellasco comme lieu de décès.

## Biographie
Rita Sangalli est la fille de Jean-Baptise Sangalli et d'Amalia Cerati.
Élève d'Auguste Hus à la Scala, elle y débute à l'âge de treize ans puis danse dans plusieurs villes italiennes avant d'être engagée à Londres en 1866 au Her Majesty's Theatre. Cette même année, elle part pour les États-Unis et fonde sa propre compagnie à New York.
Avec Marietta Bonfanti, elle crée The Black Crook de David Costa, puis triomphe dans les pantomimes Humpty Dumpty (1868) et Hickory Dickory Dock (1869). Elle entreprend ensuite avec sa troupe une longue tournée qui la conduit en Californie, au Colorado, en Oregon et jusqu'à Salt Lake City.
De retour en Europe en 1870, elle arrive à Paris au moment où la guerre franco-prussienne éclate et trouve refuge à Londres pendant deux ans, pour débuter à l'Opéra de Paris en 1872 dans une reprise de La Source d'Arthur Saint-Léon. Elle crée ensuite les rôles-titres de Sylvia ou la Nymphe de Diane de Louis Mérante (1876), de Yedda du même (1879), et de Namouna de Lucien Petipa (1882).
En 1875, elle préface un petit ouvrage de Georges Duval intitulé Terpsichore, petit guide à l'usage des amateurs de ballets (Paris, Tresse), que certains bibliographes lui attribuent entièrement.
Elle se retire de la scène en 1884 et épouse Robert-Marie-Jean Marc, baron de Saint-Pierre, le 8 septembre 1886 à Paris 16e. De cette union est née Jacquette-Adelina-Carlotta Marc le 19 janvier 1877 à Paris 16e, laquelle épousera l'avocat Paolo de Caldara Monti le 24 janvier 1903 à Paris 8e.

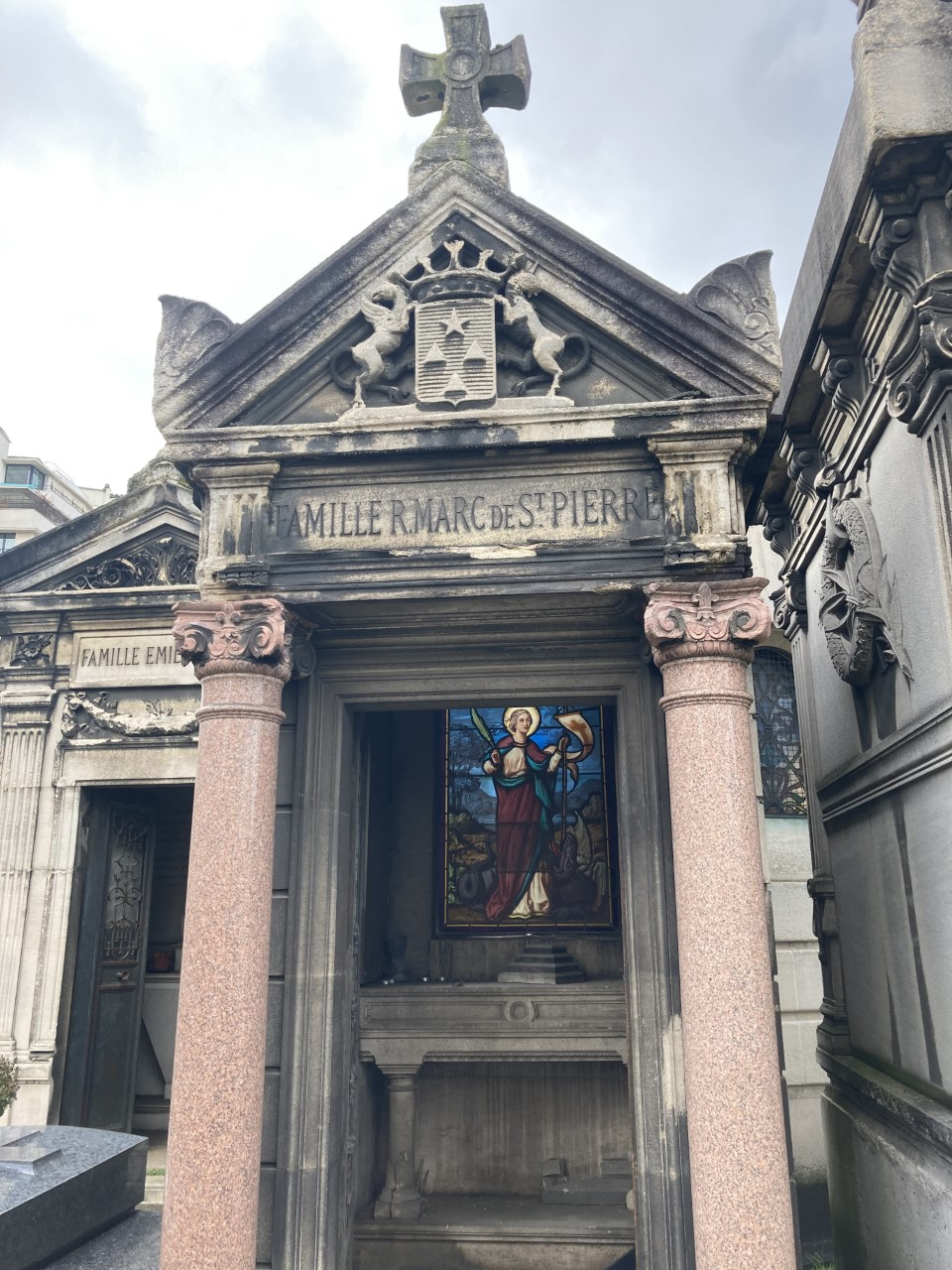
Sépulture de la famille Marc de Saint-Pierre au cimetière de Passy.

Le baron Robert Marc de Saint-Pierre meurt le 29 juillet 1890 à Paris 16e, Rita Sangalli meurt chez sa fille le 3 novembre 1909. Ils sont inhumés au cimetière de Passy. Paolo de Caldera Monti meurt le 21 juin 1935 à Milan. Jacquette-Adelina-Carlotta Marc Saint-Pierre, veuve, revient en France où elle demande la réintégration dans la qualité de Française, qu'elle avait perdue par son mariage avec un étranger (Journal officiel 1er mars 1946).